# George Jackson (cầu thủ bóng đá, sinh năm 1893)
George Jackson (17 tháng 6 năm 1893 - 1985) là một cầu thủ bóng đá người Anh thi đấu ở vị trí hậu vệ biên cho Merthyr Town, Tranmere Rovers và South Liverpool. Ông có 114 lần ra sân cho Tranmere.